# Nakot, Korop
Nakot (în ucraineană Накот) este un sat în comuna Jovtneve din raionul Korop, regiunea Cernihiv, Ucraina.

## Demografie
Componența lingvistică a localității Nakot
     Ucraineană (100%)
Conform recensământului din 2001, toată populația localității Nakot era vorbitoare de ucraineană (100%).